# Коренский, Валерий Семенович
Валерий Семёнович Коренский (26 августа 1940, Тамбов — 18 августа 1990) — советский шахматист, мастер спорта СССР (1971), заслуженный тренер РСФСР (1966).
Чемпион РСФСР 1973 г. Одинаковое количество очков (10 из 15) набрали В. С. Коренский, Я. Д. Русаков и В. В. Цешковский. На основании дополнительных показателей был организован матч за 1-е место между Коренским и Русаковым, закончившийся вничью (+1,-1,=2). По результатам подсчета коэффициентов в основном турнире победителем был объявлен Коренский ("64" № 3, 1974).
С 1960 г. руководил шахматной секцией тамбовского Дворца пионеров. Команда средней школы № 6 Тамбова, составленная из воспитанников В. С. Коренского, дважды становилась чемпионом России среди пионерских дружин в 1969-1970 годах, а на всесоюзном финале Белой ладьи заняла 6-е (1969) и 3-е место (1970).
Был тренером сборной РСФСР и Тамбовской области по шахматам. Принимал участие в 35-м чемпионате СССР (1967 г., впервые проводился по швейцарской системе при 126 участниках), 6 очков, 71—79 места.
В 1973 г. участвовал в мемориале М. И. Чигорина.
В 1974 г. 2-е место в финале Всероссийского общества "Спартак".
В 1979 г. 2-е место в полуфинале первенства РСФСР.
Высший рейтинг 2495 (1974 год).
С 1991 по настоящее время в Тамбове ежегодно проводится Мемориал Валерия Коренского.